# Rattus mindorensis
Rattus mindorensis is een rat die voorkomt op Mindoro, een eiland in de Filipijnen. Daar is hij vrij algemeen op vrij grote hoogte (1000 tot 1500 m), maar is kwetsbaar voor vernietiging van zijn habitat. R. mindorensis is een middelgrote rat met een staart die langer is dan de kop-romplengte. De donkerbruine vacht is dicht, kort, zacht en wollig.
R. mindorensis lijkt veel op Rattus tiomanicus, een wijdverspreide soort in de Grote Soenda-eilanden. Die komt voor op enkele eilanden dicht bij Mindoro, zoals Busuanga in de Calamianeneilanden. De zeestraat tussen Mindoro en de Calamianeneilanden is niet zeer diep, en het is bekend dat R. tiomanicus andere eilanden heeft bereikt die zelfs in het Pleistoceen eilanden waren, zoals Enggano en de Maratua-archipel. R. mindorensis is daarom mogelijk alleen maar een eilandvorm van R. tiomanicus.
Aziatische zwarte rat (Rattus tanezumi)
· Bruine rat (Rattus norvegicus)
· Engganorat (Rattus enganus)
· Nillubergrat (Rattus montanus)
· Polynesische rat (Rattus exulans)
· Rattus adustus
· Rattus andamanensis
· Rattus arfakiensis
· Rattus argentiventer
· Rattus arrogans
· Rattus baluensis
· Rattus blangorum
· Rattus bontanus
· Rattus burrus
· Rattus ceramicus
· Rattus colletti
· Rattus detentus
· Rattus elaphinus
· Rattus everetti
· Rattus facetus
· Rattus feileri
· Rattus feliceus
· Rattus fuscipes
· Rattus giluwensis
· Rattus hainaldi
· Rattus halmaheraensis
· Rattus hoffmanni
· Rattus hoogerwerfi
· Rattus jobiensis
· Rattus koopmani
· Rattus korinchi
· Rattus leucopus
· Rattus losea
· Rattus lugens
· Rattus lutreolus
· Rattus macleari
· Rattus marmosurus
· Rattus mindorensis
· Rattus mollicomulus
· Rattus mordax
· Rattus morotaiensis
· Rattus nativitatis
· Rattus nikenii
· Rattus niobe
· Rattus nitidus
· Rattus novaeguineae
· Rattus ombirah
· Rattus omichlodes
· Rattus osgoodi
· Rattus palmarum
· Rattus pelurus
· Rattus pococki
· Rattus praetor
· Rattus pyctoris
· Rattus ranjiniae
· Rattus richardsoni
· Rattus sakeratensis
· Rattus salocco
· Rattus sanila
· Rattus satarae
· Rattus simalurensis
· Rattus sordidus
· Rattus steini
· Rattus stoicus
· Rattus taliabuensis
· Rattus tawitawiensis
· Rattus timorensis
· Rattus tiomanicus
· Rattus tunneyi
· Rattus vandeuseni
· Rattus verecundus
· Rattus villosissimus
· Rattus xanthurus
· Zwarte rat (Rattus rattus)